# كبسولة القدح

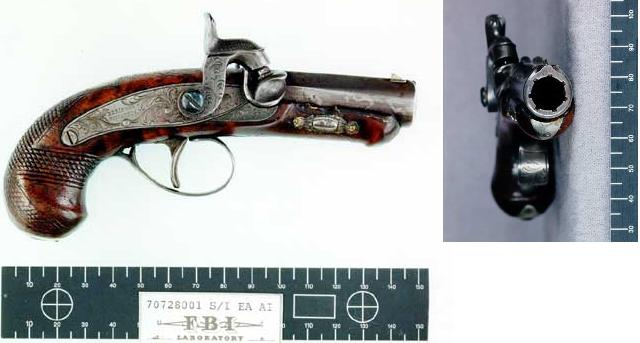
كبسولة القدح

كبسولة القدح أو شعيلة القدح (بالإنجليزية: percussion cap) هي كبسولة تستخدم لإطلاق النار في البندقية.